# Fabio Francini
Fabio Giuliano Francini (ur. 6 marca 1969 w San Marino) – sanmaryński piłkarz występujący na pozycji obrońcy lub pomocnika, reprezentant San Marino w latach 1990–1998.

## Kariera klubowa
Karierę piłkarską Francini rozpoczął w klubie SS Juvenes z Serravalle. W sezonie 1989/90 występował we włoskim klubie AC Bellaria. W latach 1990–1995, występował w szóstoligowym AS Santarcangiolese. W sezonie 1995/96 grał ponownie w AC Bellaria (VII liga). Występował w nim do 1999 roku. Od 1999 roku grał w Campionato Sammarinese. W latach 1999–2005 występował w AC Libertas. W sezonie 2005/06, przeniósł się do SS Cosmos, by od następnego sezonu ponownie grać w Libertas. Od 2007/08 występował w SP Tre Penne. W 2011 roku został ponownie zawodnikiem AC Libertas. W 2013 roku zakończył karierę.

## Kariera reprezentacyjna
W reprezentacji San Marino Francini zadebiutował 14 listopada 1990 w przegranym 0:4 meczu eliminacji EURO 1992 ze Szwajcarią, rozegranym w Serravalle. W swojej karierze grał też w eliminacjach do MŚ 1994, do Euro 96, do MŚ 1998 i do Euro 2000. Ostatni raz w kadrze zagrał 18 listopada 1998 w przegranym 0:1 meczu eliminacji EURO 2000 z Cyprem. Od 1990 do 1998 roku rozegrał w drużynie narodowej 34 mecze.